# رحمت أباد (عقدا)
رحمت أباد (بالإنجليزية: Rahmatabad, Aqda)‏ هي منطقة سكنية تقع في إيران في يزد. يقدر عدد سكانها بـ 26 نسمة .